# Saint-Germain-Lavolps
 Saint-Germain-Lavolps  (en occitano Sent German las Volps) es una comuna y población de Francia, en la región de Lemosín, departamento de Corrèze, en el distrito de Ussel y cantón de Sornac.
Su población en el censo de 2008 era de 92 habitantes.
Está integrada en la Communauté de communes Bugeat-Sornac-Millevaches au Cœur .

## Demografía
| 128 | 94 | 82 | 82 | 99 | 93 | 92 |
| Para los censos de 1962 a 1999 la población legal corresponde a la población sin duplicidades (Fuente: INSEE [Consultar]) |    |    |    |    |    |    |